# Ministeria
Ministeriidae
Famille
Genre
Ministeria est l'unique genre de Filasterea, de la famille des Ministeriidae.

## Description
Les deux espèces du genre Ministeria vivent librement. Ce sont de petites cellules sphériques d'environ 3 µm de diamètre dont la surface est régulièrement recouverte de « bras rayonnants rigides » (filopodes) de longueur égale. Chaque bras est probablement soutenu par un noyau de microfilaments. Les différences les plus importantes entre les deux espèces sont le nombre de bras rayonnants, 14 chez Ministeria marisola, 16 à 20 (jusqu'à 30) chez Ministeria vibrans, et la présence d'un pédoncule plus épais que les bras à son extrémité proximale chez M. vibrans. Lorsqu'elle est fixée à une surface, M. vibrans semble vibrer, d'où son épithète spécifique. Les cellules sont bactérivores, capturant et engloutissant les particules de nourriture entre la base des bras rayonnants. Leurs mitochondries possèdent des crêtes aplaties. Des cellules flagellées ont été décrites. Cavalier‑Smith et Chao (2003) suggèrent que la tige pourrait être un flagelle modifié. Seule M. vibrans a été obtenue en culture.

## Habitat
Les deux espèces du genre Ministeria sont marines.

## Liste des espèces
Selon IRMNG (18 avril 2025) :
- Ministeria marisola Patterson, Nygaard, Steinberg & Turley, 1993
- Ministeria vibrans (en) Tong 1997

## Systématique
Le nom valide de ce taxon est Ministeria Patterson, Nygaard, Steinberg & Turley, 1993.

## Publication originale
- (en) Patterson, Nygaard, Steinberg & Turley, 1993 : Heterotrophic flagellates and other protists associated with oceanic detritus throughout the water column in the mid North Atlantic. Journal of the Marine Biological Association of the United Kingdom, vol. 73, n. 1, p. 67-95 : lire en ligne.